# Konrad von Klingenberg

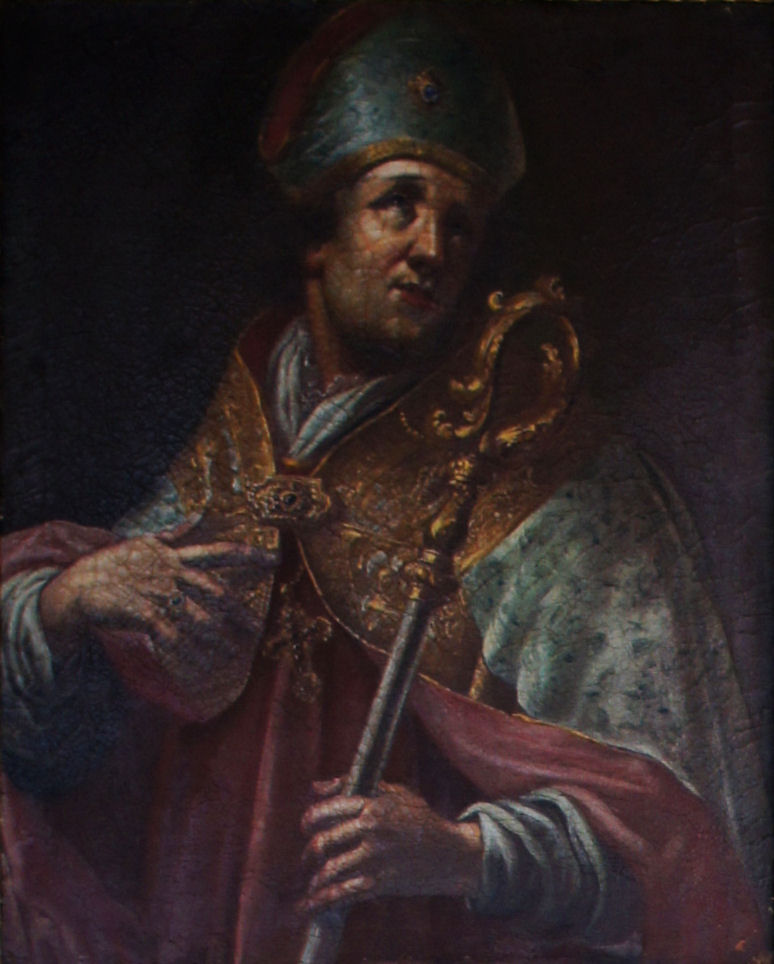
Konrad von Klingenberg auf einem Gemälde im Fürstengang Freising

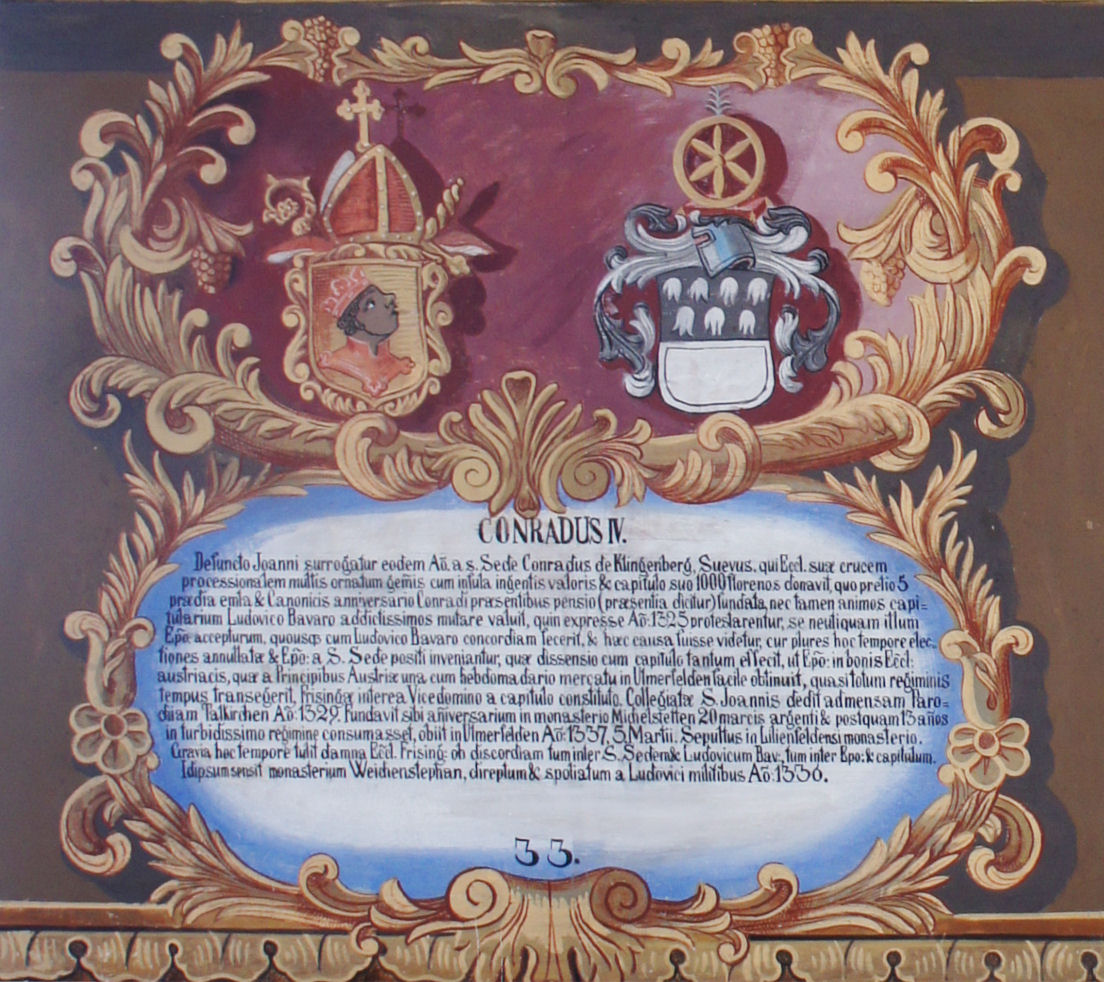
Wappentafel von Konrad von Klingenberg im Fürstengang Freising

Konrad von Klingenberg (* im 13. Jahrhundert; † 7. April 1340) war Bischof von Brixen und als Konrad IV. Fürstbischof von Freising.

## Lebenslauf bis 1324
Konrad war einer von mehreren Söhnen des thurgauischen Ritters Ulrich von Klingenberg und der Willeburgis von Castell aus dem Ministerialengeschlecht der Freiherren von Klingenberg.
Schon als Diakon in Konstanz sammelte er zahlreiche Pfründen. 1294 bis 1321 war er Propst von Bischofszell (heute im Kanton Thurgau).
Nach dem Tode seines Bruders Heinrich, des Konstanzer Bischofs Heinrich II. von Klingenberg 1307 war er einer der beiden Kandidaten für das Konstanzer Bischofsamt, trat aber nach einer Doppelwahl zurück. Von 1310 bis 1312 war er Generalvikar des Bischofs Gerhard von Bevar, des Nachfolgers seines Bruders. Nach Gerhards Tod war er 1318 bis 1319 Elekt von Konstanz. Im Streit zwischen König Ludwig dem Bayer und dem Papst stellte er sich auf die Seite Avignons und reiste 1319 zu Papst Johannes XXII., um seine Wahl bestätigen zu lassen. In Avignon verzichtete er auf den Konstanzer Anspruch und bekam dafür 1322 von Johannes XXII. das Bistum Brixen zugesprochen.
Im ludwigstreuen Brixen machte er sich schnell unbeliebt, weil er Güter des Hochstifts verkaufte, um die fälligen Servitien für den Papst zahlen zu können. Auch in Konstanz gab es schon Unregelmäßigkeiten bei seiner Pfründenverwaltung. Obwohl er bis Juli 1324 Bischof von Brixen war, wurde er nicht geweiht.

## Fürstbischof von Freising
Am 5. Juli 1324 ernannte Papst Johannes XXII. Konrad zum neuen Bischof von Freising. Das königstreue Domkapitel war jedoch nicht gewillt, dies anzuerkennen. Trotzdem zog Konrad im August 1324 in Freising ein, aber schon Ende August kam es zu einem kleinen Gefecht zwischen den Anhängern König Ludwigs und den Gefolgsleuten Konrads, bei dem der Bischof verletzt wurde und nach Konstanz fliehen konnte. König Ludwig stellte daraufhin die Stadt bei seinem Besuch am 12. Juni 1325 unter seinen besonderen Schutz. Konrad, der von den Habsburgern unterstützt wurde, konnte sich nur in den österreichischen Besitzungen des Bistums durchsetzen.
Als jedoch König Ludwig im März 1327 nach Italien aufbrach, sicherte sich Konrad die Unterstützung des niederbayerischen Herzogs Heinrich XIV. und so war es ihm möglich, im November 1327 als Bischof in Freising einzuziehen.
Bei der Rückkehr Ludwigs aus Italien flüchtete Konrad im Februar 1330 nach Österreich und kehrte nicht mehr nach Freising zurück. Das Bistum wurde ab da vom Dompropst Leutold von Schaunberg verwaltet. Konrad ließ zwar das Domkapitel durch Papst Benedikt XII. exkommunizieren, was jedoch keinerlei Wirkung zeigte.
1331 wird er als Stifter des Zisterzienserinnenklosters Mariazell zu Kalchrain genannt. Durch seine Vermittlung erhielten die Zisterzienserinnen vom Kloster St. Gallen den Kirchensatz zu Herdern. 
Konrad starb am 7. April 1340 in Ulmerfeld (heute Gemeinde Amstetten/Niederösterreich) und wurde in der Stiftskirche des Stifts Lilienfeld in Niederösterreich beigesetzt.